# Джордж Елліотт
Джордж Вашингтон Елліотт (англ. George Washington Elliott, 7 січня 1889, Сандерленд — 1948) — англійський футболіст, що грав на позиції нападника за «Мідлсбро» і національну збірну Англії.

## Клубна кар'єра
Маючи досвід виступів за аматорські команди, навесні 1909 року став гравцем команди «Мідлсбро» з Першого дивізіону Футбольної ліги, кольори якої і захищав протягом усієї своєї кар'єри гравця, що з перервою на Першу світову війну тривала до 1925 року.
Більшість часу, проведеного у складі «Мідлсбро», був основним гравцем атакувальної ланки команди і одним з її головних бомбардирів, маючи середню результативність на рівні 0,59 гола за гру першості. Сім разів ставав найкращим бомбардиром команди у сезоні, а в сезоні 1913/14 з 31 забитим голом став найкращим бомбадиром найвищого англійського футбольного дивізіону.

## Виступи за збірну
1913 року дебютував в офіційних матчах у складі національної збірної Англії. Наступного року взяв участь у ще одній грі національної команди, а в третій і останній раз захищав її кольори вже у повоєнному 1920 році.
Помер 1948 року.

## Титули і досягнення
- Найкращий бомбардир Футбольної ліги Англії (1): 1913/14 (31 гол)